# Czarnocin (gmina, Sainte-Croix)
Czarnocin est une gmina rurale du powiat de Kazimierza, Sainte-Croix, dans le centre-sud de la Pologne. Son siège est le village de Czarnocin, qui se situe environ 9 km au nord de Kazimierza Wielka et 61 km au sud de la capitale régionale Kielce.
La gmina couvre une superficie de 70,32 km2 pour une population de 3 861 habitants (2016).

## Géographie
La gmina inclut les villages de Będziaki, Bieglów, Charzowice, Cieszkowy, Ciuślice, Czarnocin, Dębiany, Kolosy, Koryto, Krzyż, Malżyce, Mękarzowice, Michałowice, Mikołajów, Miławczyce, Opatkowiczki, Soboszów, Sokolina, Stradów, Stropieszyn, Swoszowice, Turnawiec, Zagaje Stradowskie et Zagajów.
La gmina borde les gminy de Działoszyce, Kazimierza Wielka, Opatowiec, Pińczów, Skalbmierz, Wiślica et Złota.